# Papain

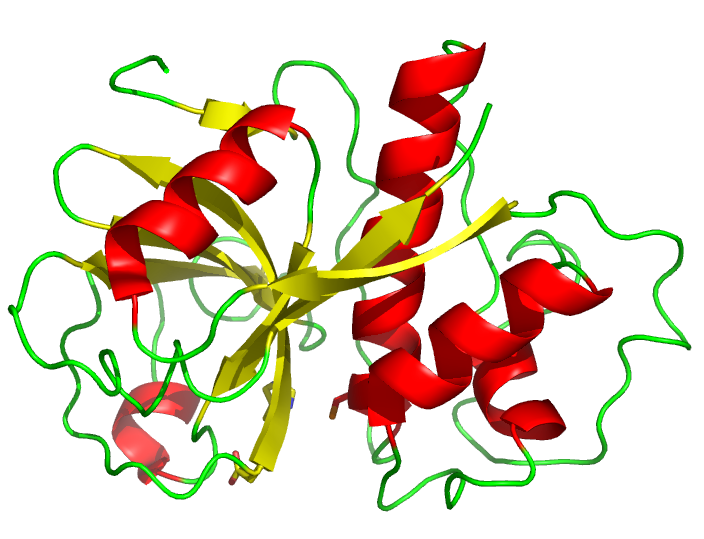
Modell av papainstruktur

Papain är ett enzym som sönderdelar protein och som utvinns ur papayaträdets (Carica papaya) frukter och mjölksaft. Enzymet består av 345 aminosyrarester omfattande en signalsekvens (1 – 18), en propeptid (19 – 133) och den mogna peptiden (134 – 345). Proteinet stabiliseras genom tre disulfidbryggor.

## Förekomst och framställning
Papayaträdet kommer ursprungligen från Mexiko och odlas på många håll i tropikerna. Mjölksaften och den från frukterna utpressade saften utfälls med alkohol och fällningen torkas vid låg temperatur. Det erhållna preparatet är ett gult eller gulvitt pulver.

## Användning
Papain har en kraftigt nedbrytande verkan på proteiner och kan användas inom medicinen mot vissa magsjukdomar.
Teknisk användning har papain inom bryggeriindustrin där det används som tillsats till öl för att motverka utfällning av proteinämnen under lagringen. Det används även för framställning av peptoner, samt vid biokemiska undersökningar.